# Sidowarek (Plemahan)
Sidowarek is een bestuurslaag in het regentschap Kediri van de provincie Oost-Java, Indonesië. Sidowarek telt 4739 inwoners (volkstelling 2010).